# Palluel
Palluel ist eine Gemeinde im französischen Département Pas-de-Calais in der Region Hauts-de-France. Sie gehört zum Kanton Bapaume (bis 2015 Kanton Marquion) im Arrondissement Arras. Die Bewohner nennen sich Palluelois.

## Geografie
Östlich des Dorfkerns verläuft der Canal du Nord durch die Gemeindegemarkung. Im Westen verläuft die Grenze zu Écourt-Saint-Quentin durch einen See namens Marais du Grand Clais. Die weiteren Nachbargemeinden sind Hamel (Berührungspunkt) im Nordwesten, Arleux im Norden und Oisy-le-Verger im Osten und Süden.

## Bevölkerungsentwicklung
| Jahr      | 1962 | 1968 | 1975 | 1982 | 1990 | 1999 | 2008 | 2013 |
| --------- | ---- | ---- | ---- | ---- | ---- | ---- | ---- | ---- |
| Einwohner | 479  | 508  | 522  | 565  | 525  | 520  | 564  | 549  |